# Coppa Italia di Serie A2 2004-2005 (calcio a 5)
La sesta edizione della Coppa Italia di Serie A2 ha preso avvio il 18 settembre 2004 e si è conclusa il 15 marzo 2005. È stata l'ultima edizione a cui erano iscritte d'ufficio tutte le Società di Serie A2, infatti dalla stagione successiva la partecipazione sarà limitata alle otto formazioni qualificatesi nei primi quattro posti di entrambi i gironi, al termine del girone di andata. Nelle gare è fatto obbligo alle Società di impiegare almeno tre giocatori nati successivamente al 31 dicembre 1982, pena la sanzione della punizione sportiva della perdita della gara.
Alla Società vincente la finale sono assegnati il trofeo Coppa Italia L.N.D. Divisione Nazionale calcio a Cinque e 25 medaglie da assegnare ai calciatori e ai tecnici della squadra.

## Regolamento[1]
Le norme di svolgimento dei triangolari prevedono che la squadra che riposa nella prima giornata sia determinata tramite sorteggio, così come la squadra che disputa la prima gara in trasferta; riposa nella seconda giornata la squadra che ha vinto la prima gara o, in caso di parità, quella che ha disputato la prima gara in casa; nella terza giornata si svolge la gara fra le due squadre che non si erano incontrate in precedenza. La classifica finale del triangolare tiene conto dei punti ottenuti negli incontri disputati. In caso di parità tra le tre squadre è data precedenza alla migliore differenza reti e in secondo luogo al maggior numero di reti segnate; persistendo ulteriore parità è effettuato il sorteggio presso la Divisione Calcio a Cinque. In caso di parità per determinare il primo e secondo posto od il secondo e terzo posto si terrà conto, nell'ordine: dell’esito degli incontri diretti; della migliore differenza reti nel complesso di tutte le gare; del maggior numero di reti segnate nel complesso di tutte le gare;
Persistendo ulteriore parità verrà effettuato il sorteggio presso la Divisione Calcio a Cinque. Anche per quanto concerne tutte le gare ad eliminazione diretta, l’ordine di svolgimento delle gare è stabilito per sorteggio. Risulta qualificata la squadra che nelle due partite di andata e ritorno, ha ottenuto il miglior punteggio, ovvero, a parità di punteggio, la squadra che ha realizzato il maggior numero di reti. Qualora risultasse parità nelle reti segnate, gli arbitri della gara di ritorno faranno disputare due tempi supplementari di 5 minuti ciascuno. Qualora anche al termine dei tempi supplementari le squadre risultassero in parità si procederà all'effettuazione dei calci di rigore.

## Prima fase
Le società sono suddivise in quattro triangolari e otto accoppiamenti stabiliti, per quanto possibile, del criterio di vicinorietà. Le prime due classificate di ciascun triangolare e le vincitrici degli accoppiamenti, che disputeranno gare di andata e ritorno ad eliminazione diretta, accederanno alla seconda fase.

### Risultati

#### Prima giornata[2]
18, 20, 21 settembre 2004

##### Triangolari
- Verona - Cornedo 1-1
- Giemme - San Lazzaro 4-6
- Raiano - Miracolo Piceno 2-2
- Ostia - Divino Amore 5-3

##### Raggruppamenti
- Delfino - Quartu 4-2
- Valprint - Aymavilles 7-3
- Petrarca - Cadoneghe 4-2
- Pol. Giampaoli Ancona - CLT Terni ?-?
- CUS Molise - Team Matera 3-7
- Marcianise - Vico Equense 3-2
- Città di Aversa - Bellona 1-2
- Palermo - Napoli 3-7

#### Seconda giornata[3]
3, 5 ottobre 2004

##### Triangolari
- Cornedo - Treviso 5-1
- Cesena - Giemme 8-3
- Miracolo Piceno - Pescara 9-3
- Divino Amore - Torrino 6-6

##### Raggruppamenti
- Quartu - Delfino 5-4
- Aymavilles - Valprint 6-3
- Cadoneghe - Petrarca 3-7
- CLT Terni - Pol. Giampaoli Ancona 4-1
- Team Matera - CUS Molise 8-1
- Vico Equense - Marcianise 5-0
- Bellona - Città di Aversa 2-0
- Napoli - Palermo 12-5

#### Terza giornata[4]
12 ottobre 2004

##### Triangolari
- Treviso - Verona 6-7
- San Lazzaro - Cesena 5-7
- Pescara - Raiano 1-5
- Torrino - Ostia 3-4

### Classifica

#### Triangolare C
|  | Squadra | P.ti | V | P | S | GF | GS | DR |
|  | ------- | ---- | - | - | - | -- | -- | -- |
|  | Cornedo | 4    | 1 | 1 | 0 | 6  | 2  | +4 |
|  | Verona  | 4    | 1 | 1 | 0 | 8  | 7  | +1 |
|  | Treviso | 0    | 0 | 0 | 2 | 7  | 12 | -5 |
|  |         |      |   |   |   |    |    |    |

#### Triangolare I
|  | Squadra         | P.ti | V | P | S | GF | GS | DR  |
|  | --------------- | ---- | - | - | - | -- | -- | --- |
|  | Miracolo Piceno | 4    | 1 | 1 | 0 | 11 | 5  | +6  |
|  | Raiano          | 4    | 1 | 1 | 0 | 7  | 3  | +4  |
|  | Pescara         | 0    | 0 | 0 | 2 | 4  | 14 | -10 |
|  |                 |      |   |   |   |    |    |     |

#### Triangolare D
|  | Squadra     | P.ti | V | P | S | GF | GS | DR |
|  | ----------- | ---- | - | - | - | -- | -- | -- |
|  | Cesena      | 6    | 2 | 0 | 0 | 15 | 8  | +7 |
|  | San Lazzaro | 3    | 1 | 0 | 1 | 11 | 11 | 0  |
|  | Giemme      | 0    | 0 | 0 | 2 | 7  | 14 | -7 |
|  |             |      |   |   |   |    |    |    |

#### Triangolare L
|  | Squadra      | P.ti | V | P | S | GF | GS | DR |
|  | ------------ | ---- | - | - | - | -- | -- | -- |
|  | Ostia        | 6    | 2 | 0 | 0 | 9  | 6  | +3 |
|  | Torrino      | 1    | 0 | 1 | 1 | 9  | 10 | -1 |
|  | Divino Amore | 1    | 0 | 1 | 1 | 9  | 11 | -2 |
|  |              |      |   |   |   |    |    |    |

#### Raggruppamenti
| Squadra 1              | Totale | Squadra 2    | Andata | Ritorno |
| ---------------------- | ------ | ------------ | ------ | ------- |
| Delfino Cagliari       | 8-7    | Quartu 2000  | 4-2    | 4-5     |
| Valprint Milano        | 10-9   | Aymavilles   | 7-3    | 3-6     |
| Petrarca               | 11-5   | Cadoneghe    | 4-2    | 7-3     |
| Polisportiva Giampaoli | -      | CLT Terni    | -      | 1-4     |
| CUS Molise             | 4-15   | Team Matera  | 3-7    | 1-8     |
| Marcianise             | 3-7    | Vico Equense | 3-2    | 0-5     |
| Aversa                 | 1-3    | Bellona      | 1-2    | 0-2     |
| Palermo Futsal         | 8-19   | Napoli       | 3-7    | 5-12    |

## Ottavi di finale[5][6][7]
Le sedici Società qualificate sono suddivise in otto accoppiamenti già stabiliti. Le Società predette disputano gare di andata e ritorno ad eliminazione diretta e la vincitrice accede ai quarti di finale.
| Squadra 1       | Totale | Squadra 2        | Andata | Ritorno |
| --------------- | ------ | ---------------- | ------ | ------- |
| Napoli          | 16-3   | Bellona          | 10-3   | 6-0     |
| Raiano          | 7-3    | Ostia            | 2-1    | 5-2     |
| CLT Terni       | 14-4   | Petrarca         | 7-4    | 7-0     |
| Verona          | 9-7    | Cesena           | 4-4    | 5-3     |
| Team Matera     | 5-7    | Vico Equense     | 4-4    | 1-3     |
| Torrino         | 11-5   | Miracolo Piceno  | 7-3    | 4-2     |
| San Lazzaro     | 5-8    | Cornedo          | 4-2    | 1-6     |
| Valprint Milano | 15-3   | Delfino Cagliari | 11-0   | 4-3     |

## Quarti di finale[9][10]
Le otto Società qualificate sono suddivise in quattro accoppiamenti già stabiliti. Le Società predette disputeranno gare di andata e ritorno ad eliminazione diretta e la vincitrice accede alla final four.
| Squadra 1    | Totale | Squadra 2       | Andata | Ritorno |
| ------------ | ------ | --------------- | ------ | ------- |
| Napoli       | 2-1    | Raiano          | 1-0    | 1-1     |
| CLT Terni    | 10-6   | Verona          | 4-4    | 6-2     |
| Vico Equense | 15-11  | Torrino         | 9-5    | 6-6     |
| Cornedo      | 6-5    | Valprint Milano | 2-3    | 4-2 dts |

## Final four
Le quattro Società vincenti i quarti di finali disputano, in sede unica la final four per l’assegnazione della Coppa Italia di categoria della stagione sportiva 2004-2005. Le gare di semifinale e di finale sono disputate in gara unica e gli accoppiamenti determinati per sorteggio, avvenuto l'8 febbraio 2005. La final four della manifestazione si è disputata presso il Palazzetto dello sport di Vico Equense il 14 e il 15 marzo 2005.

### Tabellone
|  | Semifinali   | Semifinali   | Semifinali   |              |        | Finale | Finale | Finale |  |
|  |              |              |              |              |        |        |        |        |  |
|  | Napoli       | Napoli       | 3            |              |        |        |        |        |  |
|  | Napoli       | Napoli       | 3            |              |        |        |        |        |  |
|  | CLT Terni    | CLT Terni    | 1            |              |        |        |        |        |  |
|  | CLT Terni    | CLT Terni    | 1            |              | Napoli | Napoli | 1 (5)  |        |  |
|  |              |              |              |              | Napoli | Napoli | 1 (5)  |        |  |
|  |              |              | Vico Equense | Vico Equense | 1 (4)  |        |        |        |  |
|  | Vico Equense | Vico Equense | Vico Equense | Vico Equense | 1 (4)  | 5 dts  |        |        |  |
|  | Vico Equense | Vico Equense |              |              |        |        |        |        |  |
|  | Cornedo      | Cornedo      | 3            |              |        |        |        |        |  |

### Semifinali[12]
| Arbitri: | Giulio Candiotto (Castelfranco Veneto) Filippo Priola (Cagliari) |

|                                      |           |                |
| Campano 24’, 39'26'’ Juninho 39'52'’ | Marcatori | 33’ F. Cavalli |

| Arbitri: | Francesco Mattia (Frosinone) Danilo Martellini (Perugia) |

|                                                           |           |                                  |
| Suarato 4’ Russo 7’ Pereira 40'15'’ Gerbasi 48’ Russo 49’ | Marcatori | 23’ (rig.) Canal 26’, 41’ Donato |

### Finale[13]
| Arbitri: | Angelo Grimaldi (Vibo Valentia) Alessandro Scardicchio (Bari) |

| |                      | |
| Juninho 5’ | Marcatori            | 30’ Suarato |
| Mazzocchi Correia Sgarbi R. Bertoni Campano | Tiri di rigore 4 – 3 | Ghiotti Pereira Gerbasi Vuolo |
| · Cristian Bertoni · Douglas Correia · Renato Belardo · Maicon Cavalli · Stefano Deda · Romulo Bertoni · Luigi Mazzocchi · Antonio Campano · Angelo Riccardi · Diogo Sgarbi · Juninho · Davide Cerino | Formazioni           | · Alessandro Sferrella · Alvarindo · Alexandre Ghiotti · Antonio Vuolo · Salvatore Santoro · Massimo Russo · Willian · Leandro Pereira · Sergio Mansi · Pasquale Suarato · Alan Gerbasi · Paolo Rosano |
| Maurizio Deda | Allenatori           | Carlo Cundari |